# Hasta que el dinero nos separe
Hasta que el dinero nos separe est une telenovela mexicaine diffusée en 2009-2010 par Televisa.

## Distribution
- Itatí Cantoral - Alejandra Álvarez del Castillo "La Licenciada"
- Pedro Fernández - Rafael Medina Núñez "Rafita"
- Luz Elena González - Victoria "Vicky" de la Parra "La Pajarita" (Méchant principal. Devient bon. Épouse Marco)
- Víctor Noriega - Marco Valenzuela "El Abogaducho" (Méchant principal. Devient bon. Épouse Vicky)
- Lalo "El Mimo" - Vicente "La Rata" Chávez (Méchant. devient bon)
- Carlos Cámara - Lic. Francisco Beltrán "El Güero"
- Sergio Corona - Jorge Álvarez del Castillo "Georgy"
- Rodrigo Vidal - Jaime del Rincón
- Harry Geithner - Edgar Marino "El Zorro" (Méchant. devient bon)
- Carlos Bonavides - Ramiro Nepomuceno Jiménez "El ay Dios mío"
- Frances Ondiviela - Rosaura Suárez de De la Grana "La Casada"
- Diana Golden - Isabel Duarte "La Generala" (Méchant. devient bon. Il épouse son prétendant)
- Rudy Casanova - Le poète ami de general
- Carlos Ignacio - Germán Ramírez Betancourt "El Teórico"
- Claudia Troyo - Susana "Susanita" Hadad
- Érika García - Julieta Medina Núñez
- Malillany Marín - Claudia Bermúdez "La Buenona" (Méchant. devient bon.)
- Gaby Ramirez - Ovidia
- Héctor Sandarti - Nelson Ospina "El Dandy"
- Norma Lazareno - Rosario Álvarez del Castillo
- Leticia Perdigón - Leonor Núñez de Medina
- Sergio DeFassio - Ismael Dueñas "El Bebé"
- Alicia Machado - Karen Sandoval
- María Elisa Camargo - Mónica Ledesma
- Carmen Salinas - Arcadia Alcalá Vda. de Del Rincón "La Profesora"
- Joana Benedek - Marian Celeste (Méchant. devient bon.)
- Ana Bekoa - Rubí "La Enfermera Georgy" (Méchant. devient bon.)
- Pietro Vanucci - Guillermo
- Ricardo Guerra - Jose Tomás Moreno "Pepeto"
- Roberto Miquel - Pancho de la Parra (Méchant. devient bon.)
- Fernando Manzano - Felipe de la Parra (Méchant. devient bon.)
- Pedro Weber "Chatanuga" - Don Gastón de la Parra (Méchant. devient bon.)
- Anghel - Elvira Jimenez
- Alberto Loztín - Efraín Zetina
- Marisela Arriola - Suegra de Jiménez
- Elizabeth Aguilar - Doña Dolores
- Rafael Origel - Frank Amigo de Chávez
- Diana Herrera - Carmela Muñoz "La devora hombres" (Méchant. devient bon.. Il a épousé Juan "Trapito")
- Agustín Arana - Daniel Zepeda de los Monteros (Méchant. devient bon.)
- Roberto Tello - Juan Tovar "Trapito"
- Sofía Tejeda - Azucena
- Eduardo Linan - Enrique Quintana
- Ferdinando Valencia - "El Rizos"
- Horacio Beamonte - Le grand sorcier Mololongo
- David Bisbal - lui-même
- Galilea Montijo - lui-même
- Marco Uriel - Lic. Humberto Urdiales
- Alfredo Oropeza - lui-même
- La Sonora Santanera - Margarita, la diosa de la cumbia (lui-même)
- Alfredo Alfonso - Claudio Suarez
- Consuelo Duval - Rebeca Madariaga "La Leona"
- José Antonio Iturriaga - Rendón/El ánima sin cabeza
- Mario Casillas - Rubiales "El Camarón"
- Pablo Cheng - Ayudante de Ovidia en la peluqueria
- Julio Vega - Ayudante de Ovidia en la peluqueria
- Zoila Quiñones - Mama de Ramírez (Méchant. devient bon.)
- Raul Buenfil - Pretendiente de la Generala
- Javier Herranz - Lic. Antonio Gómez
- Ingrid Marie Rivera - Milagros
- Jorge Ortiz de Pinedo - Rafael Medina Santillan
- Guadalupe Pineda - Élla misma, cantando el Ave María en la boda
- Lolita Ayala - lui-même
- Patricio Cabezut - lui-même
- Úrsula Prats - Manuela Olivares "La Sargenta"
- Jorge Arvizu - Isidoro Hernandez "El Nene"
- Alejandra Barros - Lic. Alicia Ávila del Villar
- Sergio Mayer - Johnny Alpino "El Catrin"
- Lourdes Munguía - Laura Fernandez del Villar "La Burguesa"
- Ricardo Barona - Hernan Linares "El Maestro"
- Fabiola Campomanes - Lola Sansores "La Coqueta"
- Manuel "Flaco" Ibáñez - Casimiro Gutierrez "Gutierritos"
- Luis Gimeno - Lic. Fernando Bernal
- Tania Vázquez - Roxana Ferrón García "Roxanita"
- Roberto Blandón - Edgardo Regino "El Coyote de las ventas"
- Ramón Valdés Urtiz - Germán
- José Luis Cordero - Martín Treviño
- Pablo Magallanes - Sergio
- Raul Ochoa - Padre Luis

## Diffusion internationale
- Canal de las Estrellas: Lundi au Vendredi aux 20h00
- Gama TV
- Canal 10 (Nicaragua)
- Telemicro
- Telefuturo
- Mega (2009-2010) / La Red (2012)
- Repretel
- Telemetro
- América Televisión
- Univision
- Televen

## Autres versions
- Hasta que la plata nos separe (2006-2007), telenovela produite par RCN Televisión et créée par Fernando Gaitán.
- Hasta que la plata nos separe (2022), telenovela produite par RCN Televisión et Telemundo.